# Ursula Strauss

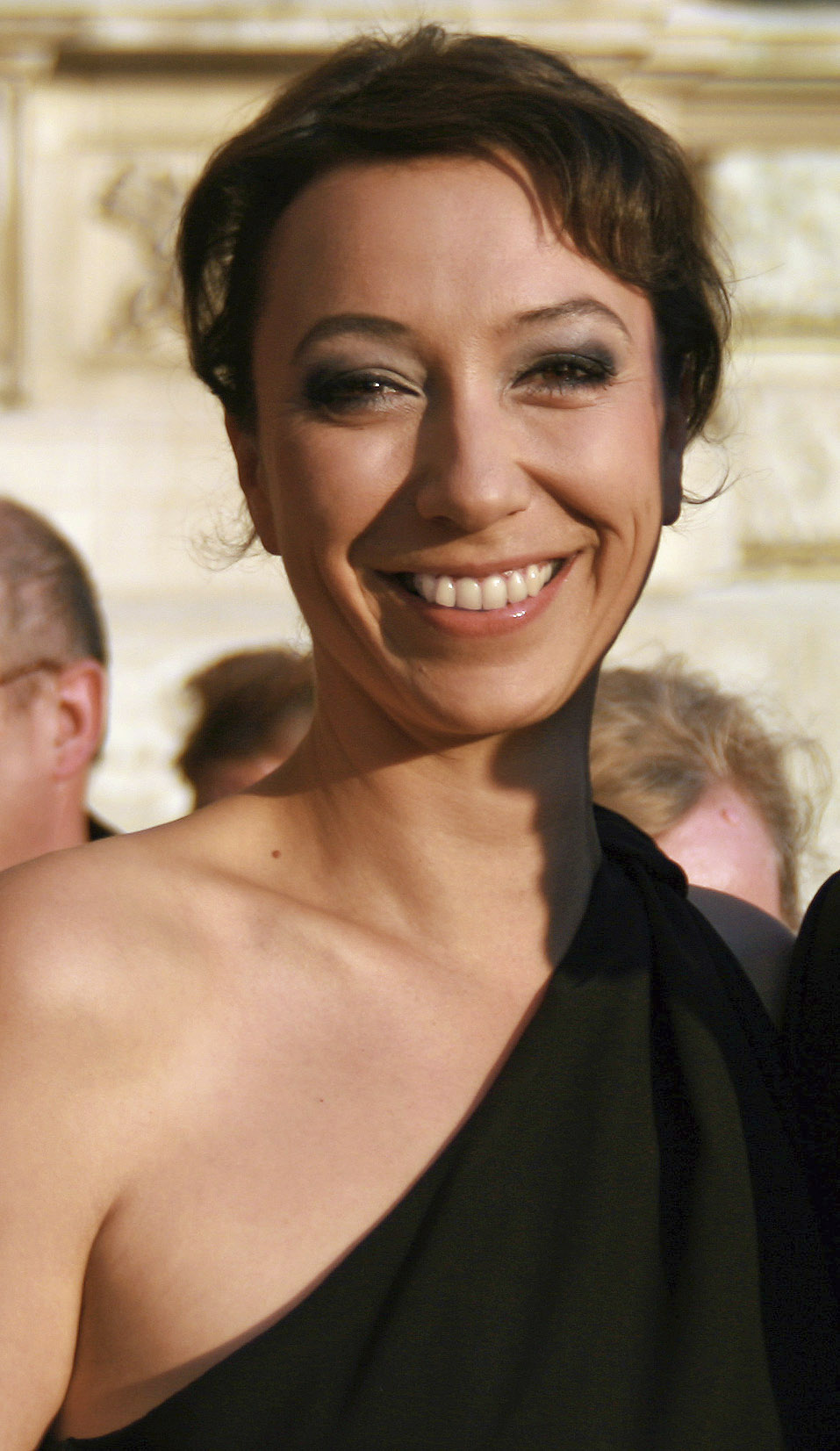
Ursula Strauss năm 2009.

Ursula Strauss (sinh ngày 25 tháng 4 năm 1974 tại Melk) là một nữ diễn viên điện ảnh Áo. Cô được biết đến nhiều nhất với vai diễn thanh tra Angelika Schnell trong loạt phim truyền hình Schnell ermittelt (2009).

## Sự nghiệp
| Năm  | Nhan đề           | Vai diễn | Chú thích |
| ---- | ----------------- | -------- | --------- |
| 2013 | October November  |          |           |
| 2011 | Michael           |          |           |
| 2011 | Mein bester Feind | Lena     |           |
| 2008 | Revanche          |          |           |

| Năm       | Nhan đề           | Vai diễn         | Chú thích |
| --------- | ----------------- | ---------------- | --------- |
| 2009-2011 | Schnell ermittelt | Angelika Schnell |           |